# Heliocontia basipuncta
Heliocontia basipuncta är en fjärilsart som beskrevs av William Schaus 1914. Heliocontia basipuncta ingår i släktet Heliocontia och familjen nattflyn. Inga underarter finns listade i Catalogue of Life.